# 小行星13059
小行星13059（13059 Ducuroir）是一颗绕太阳运转的小行星，为主小行星带小行星。该小行星于1991年1月18日发现。

## 轨道参数
小行星13059的轨道半长轴为2.5885567 UA，离心率为0.094。